# Anne Distel
Pour les articles homonymes, voir Distel et Dayez.
Anne Distel, née Anne Dayez le 19 février 1947 dans le 10e arrondissement de Paris, est conservatrice générale honoraire du patrimoine au musée d'Orsay et auteure de nombreux ouvrages sur la peinture du XIXe siècle. Elle est aussi professeure d’histoire de l'art à l’université Paris Sorbonne-Paris IV et spécialiste de peinture impressionniste et particulièrement de Pierre-Auguste Renoir.

## Biographie
Anne Distel est la fille du peintre Georges Dayez. Elle est professeure d'histoire de l'art à l'université Paris-Sorbonne. Elle est l'auteur de nombreux livres sur les peintures du XIXe siècle. Elle s'intéresse particulièrement à Pierre-Auguste Renoir et a été conservatrice de l'exposition monographique de Renoir qui a été présentée au Grand Palais à Paris en 1985. Elle a organisé une conférence, Renoir and the Woman of Paris, au musée d'art The Frick Collection en 2012.
Elle est l'auteure de Renoir : « Il faut embellir »(1993), un livre fortement illustré pour la collection « Découvertes Gallimard », qui a été traduit en six langues, dont l'anglais ; et Renoir, un livre de 400 pages emballé dans un coffret, publié en anglais en 2010.
Elle travaille à l'organisation et aux catalogues de plusieurs expositions. 
Lors d'une entrevue avec Gallimard, Distel a souligné que les collectionneurs — par exemple Albert Barnes — ont joué un rôle très important dans la vie de Renoir et ont été la cause de l'évolution de son style. Barnes a construit une fondation pour abriter sa collection privée éclectique en 1922. La fondation avait un but d'éducation conforme aux idées très démocratiques de Barnes sur la diffusion de la culture.
En 2004, elle devient cheffe du département des collections à la direction des Musées de France, poste qu'elle quitte en 2009 pour prendre sa retraite.

## Commissaire d'exposition
- 1985 : Grande monographie Renoir, Grand Palais, Paris.
- 1999 : Un ami de Cézanne et de Van Gogh : le docteur Gachet, Musée d'Orsay
- 2001 : Paul Signac (1863-1935), Musée d'Orsay[10]
- 2008 : Le mystère et l'éclat. Pastels du musée d'Orsay, Musée d'Orsay

## Distinction
- Commandeur de l'ordre des Arts et des Lettres (2008)[11].

## Publications
- Anne Distel et Michel Hoog, De Renoir à Matisse, la Réunion des musées nationaux, janvier 1978, 55 p. (ISBN 978-2-7118-0093-3)
- Anne Distel (avant-propos), Italo Faldi (préface), Dario Durbe,  I Macchiaioli, peintres en Toscane après 1850, [catalogue de l'exposition du Grand Palais], Paris, Les Presses Artistiques , 1978-1979.
- Anne Distel, Dunoyer de Segonzac, Flammarion., 1980, 95 p.
- Anne Distel, Lawrence Gowing, Renoir : exposition Hayward Gallery, Londres, 30 janvier-21 avril, 1985, Galeries nationales du Grand Palais, Paris, 14 mai-2 septembre, 1985, Museum of Fine Arts, Boston, 9 octobre-5 janvier, 1986, Hayward Gallery, Galeries nationales du Grand Palais (France), Museum of Fine Arts, Boston, Réunion des musées nationaux, 1985,  (ISBN 2711820009 et 9782711820009)
- Anne Distel et Kirk Varnedoe, Gustave Caillebotte - 1848 1894, Réunion des Musées Nationaux, mars 1994, 375 p. (ISBN 978-2-7118-3047-3)
- Anne Distel et Collectif, Signac, 1863-1935, Yale University Press, juin 2001, 336 p. (ISBN 978-0-300-08860-1)
- (en) Anne Distel, Renoir, Abbeville Press Inc., février 2010, 400 p. (ISBN 978-0-7892-1057-9)
- Anne Distel, Renoir : Il faut embellir, Editions Gallimard, coll. « Découvertes Gallimard / Arts » (no 177), septembre 2009, 175 p. (ISBN 978-2-07-040243-4, BNF 42049611) (Nouvelle édition, première parution en 1993)
- Anne Distel, Les collectionneurs des impressionnistes, La Bibliotheque des Arts, septembre 1989, 280 p. (ISBN 978-2-85047-042-4)
- Anne Distel, Signac : Au temps d'harmonie, Gallimard, coll. « Découvertes Gallimard / Arts » (no 404), février 2001, 127 p. (ISBN 978-2-07-076098-5)
- Michel Laclotte, Geneviève Lacambre et Anne Distel, La peinture au Musée d'Orsay, France loisirs, janvier 1995 (ISBN 978-2-7242-9064-6)
- Anne Distel et Georges Seurat, Seurat, Le Chêne, avril 1991, 159 p. (ISBN 978-2-85108-711-9)